# Думанська Тетяна Миколаївна
Тетя́на Микола́ївна Дума́нська (нар. 12 липня 1951, Миколаїв) — українська майстриня художньої вишивки, член Національної спілки майстрів народного мистецтва України з 1999 року.

## Життєпис
Випускниця Миколаївського кораблебудівного інституту 1978 року. З 1971 до 1992 року працювала на посаді інженера-програміста у Миколаївському науково-дослідному інституті «Центр». У 1991—1993 роках навчалася у Раїси Гончарової на курсах української народної вишивки при Миколаївському осередку Національної спілки майстрів народного мистецтва України.

## Творчість
В арсеналі Тетяни Думанської понад 70 технік вишивки. Створює чоловічі та жіночі сорочки у традиціях Південної України.

### Вибрані роботи
- серія «Українська сорочка півдня України» (1995—2002)
- «Золота княгиня» (рушник 2005)
- «Легінь», «Княжа» (чоловічі сорочки, 2005)
- «Зоряна квітка» (жіноча сорочка, 2005)
- «Блакить» (жіноча сорочка, 2006)

## Участь у виставках
З 1993 року бере участь в обласних та всеукраїнських художніх виставках.